# Christiaan Willem Hendrik van der Post
Christiaan Willem Hendrik van der Post (Leiden, 26 maart 1856 – Philippolis, 20 augustus 1914) was een Nederlands onderwijzer, auteur, advocaat, commandant, politicus en diplomaat in de Oranje Vrijstaat. Hij is de vader van Laurens van der Post. 

## Biografie

### Jeugd
Van der Post werd geboren te Leiden. Samen met zijn vader en moeder emigreerde hij op 3-jarige leeftijd naar Zuid-Afrika, waar de familie in de Kaapkolonie ging wonen. Later werd zijn vader bankdirecteur te Montagu. Door ziekte was zijn vader echter genoodzaakt zijn functie neer te leggen, waarop de familie in armoede viel en in Ladismith ging wonen.
In zijn jeugd ging Van der Post weinig naar school, hij kreeg thuisonderwijs van zijn ouders. Ook kreeg hij onderwijs van Ds. Dirk van Velden, die hem boeken gaf om te lezen en die ze dan met hem besprak.

### Loopbaan
Van der Post werd van beroep onderwijzer. Dat deed hij eerst bij families thuis, later – toen hij zijn onderwijsbevoegdheid had behaald – verhuisde hij naar de Oranje Vrijstaat om onderwijzer te worden op de plaats Abrahamsfontein, Philippolis.Later werd hij aangesteld als onderwijzer aan het Grey College, waar hij bleef tot 1881, toen hij zich op de rechten begon toe te leggen. Hij werd advocaat te Fauresmith en runde daar een van de grootste praktijken in de Vrijstaat.
In 1887 werd hij gekozen tot lid van de Volksraad (het parlement van de Oranje Vrijstaat), een functie die hij bleef uitoefenen tot het uitbreken van de Tweede Boerenoorlog. Vanaf 1896 was hij ook enige tijd voorzitter van de Volksraad.
Naast politieke werkzaamheden was Van der Post ook actief als diplomaat. Zo was hij sinds 1896 consul voor Nederland en consulair agent voor Frankrijk. Toen de Tweede Boerenoorlog uitbrak stopte hij met zijn diplomatieke werkzaamheden.

### Tweede Boerenoorlog
In de Boerenoorlog werd Van der Post commandant voor het commando afkomstig uit de gebieden ten zuiden en oosten van Bloemfontein. Toen de Britten Fauresmith innamen, weigerde hij zich over te geven en vluchtte hij samen met Hendrik Lubbe de bergen in. Het slaagde erin om opnieuw een commando bij elkaar te krijgen, en met 17 man kwam hij aan in de Transvaal, waar hij tot commandant van Barberton benoemd werd. Hier werd hij op 13 september 1900 door generaal John French gevangen genomen.
Van der Post werd voorwaardelijk vrijgelaten (parole) om te gaan naar de Kaapkolonie. Een tijdlang verbleef hij te Ladismith en Laingsburg, vanwaar hij met zijn familie naar Stellenbosch ging.

### Na de oorlog
Na vijf jaar parole werd het hem in 1906 toegestaan om naar de Vrijstaat terug te keren, dat inmiddels was omgedoopt tot de Oranjerivierkolonie. Daar vestigde hij zich te Philippolis.
Van 1907 tot 1910 vertegenwoordigde hij Philippolis in het parlement van de Oranjerivierkolonie. Na de vorming van de Unie van Zuid-Afrika trok hij zich terug op zijn plaas Wolvenkop, waar hij op 20 augustus 1914 overleed na een kort ziekbed.

## Persoonlijk
In 1885 huwde Van der Post met Johanna J. Lubbe van Philippolis en na haar dood in 1888 met Maria N. Lubbe. Uit het eerste huwelik had hij één zoon, H. P. van der Post, en uit het tweede zes zoons en acht dochters, waarvan twee overleden zijn. De Zuid-Afrikaanse auteur Laurens van der Post is één van zijn zoons.